# Cucullia rufescens
Cucullia rufescens är en fjärilsart som beskrevs av George Francis Hampson 1905. Cucullia rufescens ingår i släktet Cucullia och familjen nattflyn. Inga underarter finns listade i Catalogue of Life.